# Cumiana
Cumiana é uma comuna italiana da região do Piemonte, província de Turim, com cerca de 6.825 habitantes. Estende-se por uma área de 60 km², tendo uma densidade populacional de 112 hab/km². Faz fronteira com Giaveno, Trana, Piossasco, Pinasca, Volvera, Pinerolo, Frossasco, Cantalupa, Airasca, Piscina.

## Demografia
| Variação demográfica do município entre 1861 e 2011                               |
|                                                                                   |
| Fonte: Istituto Nazionale di Statistica (ISTAT) - Elaboração gráfica da Wikipedia |